# Tunnel des Grandes-Rousses
Le tunnel des Grandes-Rousses est un tunnel de France situé en Isère, dans la station de sports d'hiver de l'Alpe d'Huez, au pied du pic Blanc, à 3 100 mètres d'altitude. Tunnel piéton, il est intégré à la piste noire « Tunnel » et par conséquent emprunté par des skieurs. Ces derniers peuvent ainsi quitter le secteur du glacier de Sarenne pour gagner celui du plan des Cavalles, au pied des Grandes Rousses.

## Histoire
Avec l'ouverture du téléphérique du Pic-Blanc en 1963 et le percement du tunnel l'année suivante, l'Alpe d'Huez est alors à l'époque l'une des rares stations à permettre la pratique du ski d'été.

## Description
Il possède une pente moyenne de 3 % qui permet aux skieurs de la parcourir aisément.
À sa sortie, sur la droite, se trouve une plaque commémorative de Léonel Lacroix (le fils cadet de Désiré Lacroix), décédé en 1996 sur la piste du Tunnel, dans l'exercice de ses fonctions de pisteur.

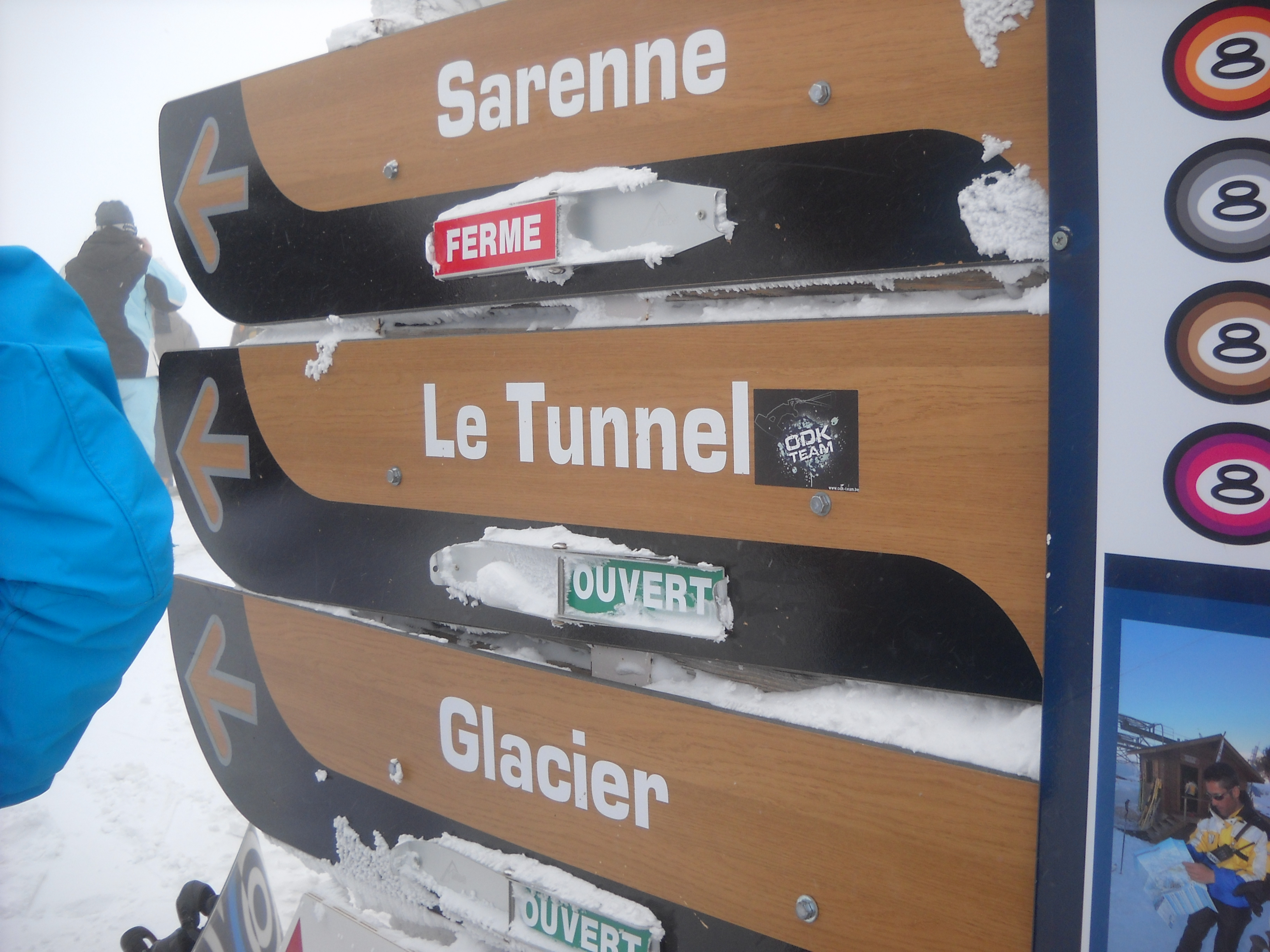
Panneaux au pic Blanc indiquant notamment la piste de ski noire « Le Tunnel » passant par le tunnel des Grandes-Rousses.

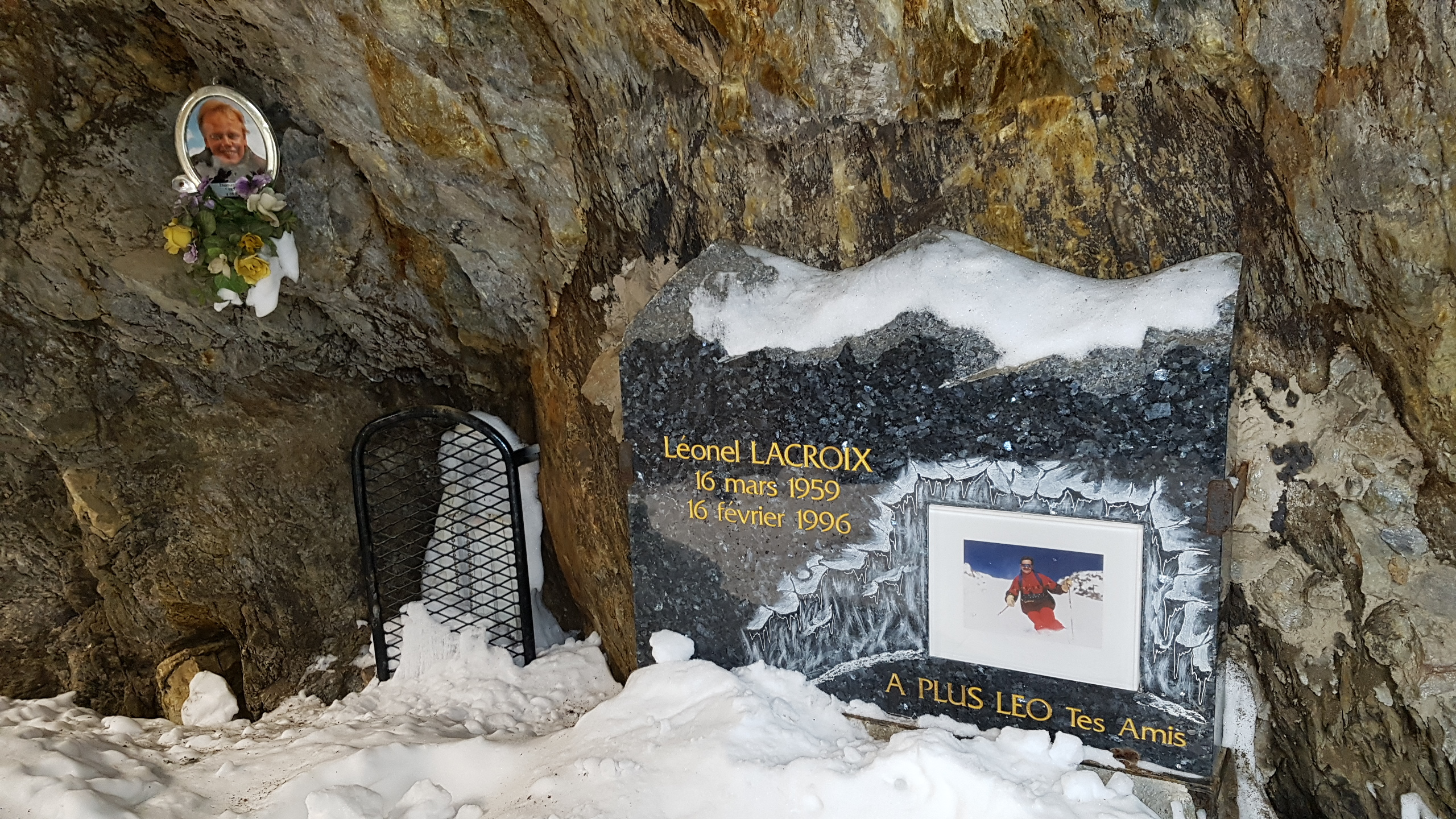
Plaque commémorative de Léonel Lacroix (fils de Désiré Lacroix) à la sortie du tunnel